# Харьково (Алтайский край)
Харьково — село в Павловском районе Алтайского края. Входит в состав Прутского сельсовета.

## История
В 1926 году село Хорьковское состояло из 410 хозяйств. В национальном составе населения того периода преобладали русские. В административном отношении являлось центром Хорьковского сельсовета Павловского района Барнаульского округа Сибирского края.

## Население
| 1926 | 1997 | 1998 | 1999 | 2000 | 2001 |
| ---- | ---- | ---- | ---- | ---- | ---- |
| 1900 | ↘11  | →11  | →11  | →11  | ↗12  |
| 2002 | 2003 | 2004 | 2005 | 2006 | 2007 |
| ↗13  | →13  | →13  | →13  | ↘6   | →6   |
| 2008 | 2009 | 2010 | 2011 | 2012 | 2013 |
| →6   | ↗18  | ↘7   | ↘5   | →5   | ↘4   |

### Национальный состав
Согласно результатам переписи 2002 года, в национальной структуре населения русские составляли 100 %.